# Eupithecia lachaumei
Eupitecia lachaumei es una especie de polilla de la familia Geometridae. La especie fue descrita por primera vez por Claude Herbulot en 1987 y con localidad tipo en Bolivia, donde se han encontrado algunos ejemplares en la carretera Coroico-Trinidad pampa, a poca distancia de Carmen Pampa, a 1900 metros (6233,6 pies) de altura sobre el nivel del mar.